# 두습
두습(杜襲, ? ~ ?)은 중국 후한, 조위의 관료로, 자는 자서(子緖)며 영천군 정릉현(定陵縣) - 현재의 허난성 핑딩산시 셰현 - 사람이다.

## 행적
젊어서는 같은 군 사람인 진군, 신비, 조엄과 함께 명성이 있었다. 후한 말기의 전란을 피해 형주로 이주하여, 조엄, 번흠(繁欽)과 함께 재산과 회계를 같이하여 한 집안을 이루며 살았다. 은거하면서도 때를 보아 비상할 마음을 품고 있었으며, 형주목 유표에게 빈객으로 예우를 받았으나, 유표를 낮게 평가하여, 번흠이 유표에게 여러 차례 자신의 재능을 드러내자 충고하여 유표가 난세를 평정할 자가 아닌데 몸을 맡기려 하면 절교할 것이라고 했다. 번흠은 두습의 충고를 따랐고, 두습은 장사로 다시 옮겼다.
건안 원년(196년), 조조가 헌제를 맞이하여 영천군 허현(허창)으로 천도하자, 두습은 고향 영천으로 돌아와, 조조에게서 서악장(西鄂長)으로 임명되었다. 당시 서악현은 남쪽 변경에 있어 잦은 침략을 받아 황폐해졌고, 관리들은 백성들을 모아 성곽을 수비하기만 하였으므로, 농사가 되지 않아 백성들의 생활은 궁핍해졌고 현의 창고는 텅텅 비었다. 두습은 백성들에게 은혜를 베풀어야 할 것을 알고, 노약자들은 돌려보내 농사에 종사하게 하였으며 강정한 장정을 남겨 수비하게 했고, 관리와 백성들은 기뻐했다.
형주에서 보병과 기병 1만여 명을 보내 서악현을 쳤다. 건안 6년(201년)의 일이다. 두습은 관민 중에서 수비를 맡은 50명을 불러모았고, 함께 저항하기로 서약하였다. 친척이 밖에 있어서 스스로 나가서 그들을 지키고자 하는 사람에게는 그것을 허락했으나, 관민들이 모두 함께 목숨을 바치기로 하였다. 두습은 스스로 화살과 돌을 쥐고 지휘했으며, 관민들은 두습에게 감격하여 기꺼이 부림에 응했다. 두습은 분전하여 적군의 머리 수백여 급을 베었으나, 두습 군도 30여명이 죽고 나머지 18명도 모조리 상처입어, 결국 적에게 성을 내어주었다. 두습은 부상당한 관민들을 이끌고 포위를 뚫었는데, 거의 다 죽었으나, 배신한 자는 없었다고 한다.
사례교위 종요의 추거로 의랑참군사가 되었고, 순욱이 또 두습을 천거하여, 조조에게서 승상군제주로 임명되었다. 조조가 위공이 되는 데에 여러 신하들과 함께 노력하였으며, 건안 18년(213년) 11월에 상서와 시중, 6경이 설치되면서 왕찬, 위기, 화흡과 함께 시중이 되었다. 비록 왕찬이 기억력이 뛰어나고 견문이 넓어 조조가 유람을 나갈 때마다 곁에서 함께 있는 일이 많았지만, 조조는 두습과 화흡을 더 존경했다.
건안 20년(215년), 조조를 따라 한중의 장로를 쳤고, 돌아가는 조조에게서 부마도위를 배령받았고, 남아서 한중의 군무를 감독했다. 민중을 안정시키고 교도했기 때문에, 8만여 명에 달하는 사람들이 낙양과 업으로 이주했다. 건안 24년(219년) 정월, 한중을 수비하던 하후연이 유비에게 져 죽임을 당하자, 탕구장군 장합, 정서장군사마 곽회와 함께 군무를 행하면서, 장합으로 도독을 삼아 원수를 잃어 실색한 장병들을 안정시켰다. 조조가 결국 한중을 상실하고 동쪽으로 돌아가면서, 유부장사를 골라 뽑아 장안을 지키게 하려 했는데, 담당자가 천거한 사람이 부적당했으므로 조조가 친히 영을 내려 두습으로 유부장사를 삼고 관중에 주둔시켰다. 당시 관중의 장군 허유(許攸)가 조조를 따르지 않고 불손하게 굴자, 조조가 분노하여 토벌하려 하고 간언을 듣지 않았다. 두습은 조조를 설득하여 허유를 토벌할 가치가 없다고 설득해 마침내 조조가 허유를 위무하여 귀순하게 하도록 했다.
연강 원년(220년), 조비가 위왕이 되자 관내후에 봉해졌다. 이해 조비가 황제가 되자, 독군량어사가 되었고 무평정후에 봉해졌으며, 다시 독군량집법이 되었고, 중앙으로 들어가 상서가 되었다.
태화 원년(227년), 명제가 즉위하자 평양향후에 봉해졌다. 태화 2년(228년), 촉한의 제갈량이 침입해 오고 대장군 조진이 군사를 거느리고 막으러 가면서, 두습을 대장군군사로 삼았다. 태화 5년(231년) 조진이 죽으면서 사마의가 후임이 되고서도 두습은 대장군군사에 임명되었다. 나중에 질병을 이유로 조정으로 돌아와 태중대부가 되었다. 죽은 후에는 소부로 추증되었고, 시호를 정후(定侯)라 하였으며, 아들 두회가 세습했다.
하후상이 태자 조비와 친근했는데, 두습은 하후상을 특별히 대할 이유가 없다고 조조에게 말했다. 조비는 이를 듣고 처음에는 심히 불쾌히 여겼으나, 나중에 자신이 하후상의 애첩을 죽인 후 하후상이 죽은 애첩을 잊지 못해 추태를 보이자 분노하여 두습이 말한 바를 추억했다.

## 《삼국지연의》의 두습
제71회에, 하후연의 부장으로 등장한다. 정군산 서쪽의 산을 지키다가 황충의 공격을 받아 빼앗긴다. 하후연이 전사한 후 장합과 함께 패군을 수습하고, 한강에서 조조를 맞이한다.

## 같이 보기
- 삼국지 인물 목록